# Keisuke Endō
Keisuke Endō (japanisch 遠藤 敬佑 Endō Keisuke; * 20. März 1989 in der Präfektur Chiba) ist ein japanischer Fußballspieler.

## Karriere
Endō erlernte das Fußballspielen in der Jugendmannschaft von JEF United Chiba. Seinen ersten Vertrag unterschrieb er 2007 bei Mito HollyHock. Der Verein spielte in der zweithöchsten Liga des Landes, der J2 League. Für den Verein absolvierte er 142 Ligaspiele. 2012 wechselte er zum Ligakonkurrenten Thespa Kusatsu (heute: Thespakusatsu Gunma). Für den Verein absolvierte er 53 Ligaspiele. 2014 wechselte er zum Drittligisten FC Machida Zelvia. Für den Verein absolvierte er 41 Ligaspiele. 2016 wechselte er zum Ligakonkurrenten Fujieda MYFC. Für den Verein absolvierte er 53 Ligaspiele. 2018 wechselte er zum Ligakonkurrenten Kataller Toyama. Für den Verein absolvierte er acht Ligaspiele. Im August 2018 kehrte er zu Fujieda MYFC zurück. Für den Verein absolvierte er 13 Ligaspiele.